# Bletia patula
Bletia patula es una especie de orquídea de hábito terrestre originaria de las Antillas. 

## Descripción
Es una orquídea de tamaño mediano a grande, que prefiere el clima cálido, es de hábito terrestre con globosos pseudobulbos anillados que llevan mucho tiempo, con hojas caducifolias y lanceoladas. Florece en la primavera con flores fragantes en una inflorescencia basal, de 90 cm de largo, erecta que termina en un laxa racimo, cuyas flores abren sucesivamente desde el final del invierno y la primavera y que surge de un pseudobulbo llevando hasta 6 flores vistosas.

## Distribución y hábitat
Se encuentra en La Española, Cuba, Florida, Puerto Rico, islas de Sotavento y las Islas de Barlovento. Es muy común en los cortes de carretera a través de colinas y como tal ha sido benificiada por la construcción de carreteras del hombre. Esta especie epilitófitas se encuentra en riscos en la suciedad o litofita en elevaciones de 200 a 850 metros.

## Taxonomía
Bletia patula fue descrito por William Jackson Hooker y publicado en Edinburgh New Philosophical Journal 21: 155. 1836.
Etimología
Ver: Bletia
patula: epíteto latino que significa "abierto, extendido".
Sinonimia
- Bletia patula var. alba A.D.Hawkes[4][5]
- Bletia shepherdii Griseb. [non Hkr.]1866;	[1]